# Bojong Barat (Bojong)
Bojong Barat is een bestuurslaag in het regentschap Purwakarta van de provincie West-Java, Indonesië. Bojong Barat telt 3181 inwoners (volkstelling 2010).